# Voorstraat (Dordrecht)
De Voorstraat is een winkelstraat en dijk in de stad Dordrecht, in de Nederlandse provincie Zuid-Holland. De stad is ontstaan aan de Voorstraatshaven, die zich aan de westkant van de straat bevindt. De Voorstraat loopt vanaf de kruising Bomkade/Prinsenstraat bij de Leuvebrug naar het oosten en met een bocht richting het noorden tot aan de Riedijk/Torenstraat. De straat met een lengte van 1,2 km is deel van de hoogwaterkering in Zuidwest-Nederland. De Voorstraat als zeedijk is nog even hoog gelegen als rond 1900. De zeedijk kan door het plaatsen van schotbalken tegen waterstanden van maximaal 3,60 m +NAP beschermen.
De Voorstraat wordt door sommigen wel de langste winkelstraat van Nederland genoemd. Het noordelijke deel van de Voorstraat is het oudste deel; hier hebben zich veel creatieve ondernemers gevestigd: vormgevers, architectenbureaus, antiquariaten, antiquairs, galeries, kunstenaars en enkele culturele instellingen.
Van de ruim duizend monumentale panden die Dordrecht telt, zijn er bijna 200 rijksmonumenten op de Voorstraat te vinden, waaronder de H. Maria Maior, de Augustijnenkerk en het smalste huis van Dordrecht.
De Voorstraat is deels gesloten voor gemotoriseerd verkeer en ingericht als een voetgangersgebied (tussen de Bomkade en het Steegoversloot). Tussen het Steegoversloot en Riedijk zijn auto's wel toegestaan.

## Trivia
- Aangezien de Voorstraat een dijk is, zeggen geboren Dordtenaren dat zij 'op' de Voorstraat lopen en wonen in plaats van 'in'.[6][7][8]

## Fotogalerij

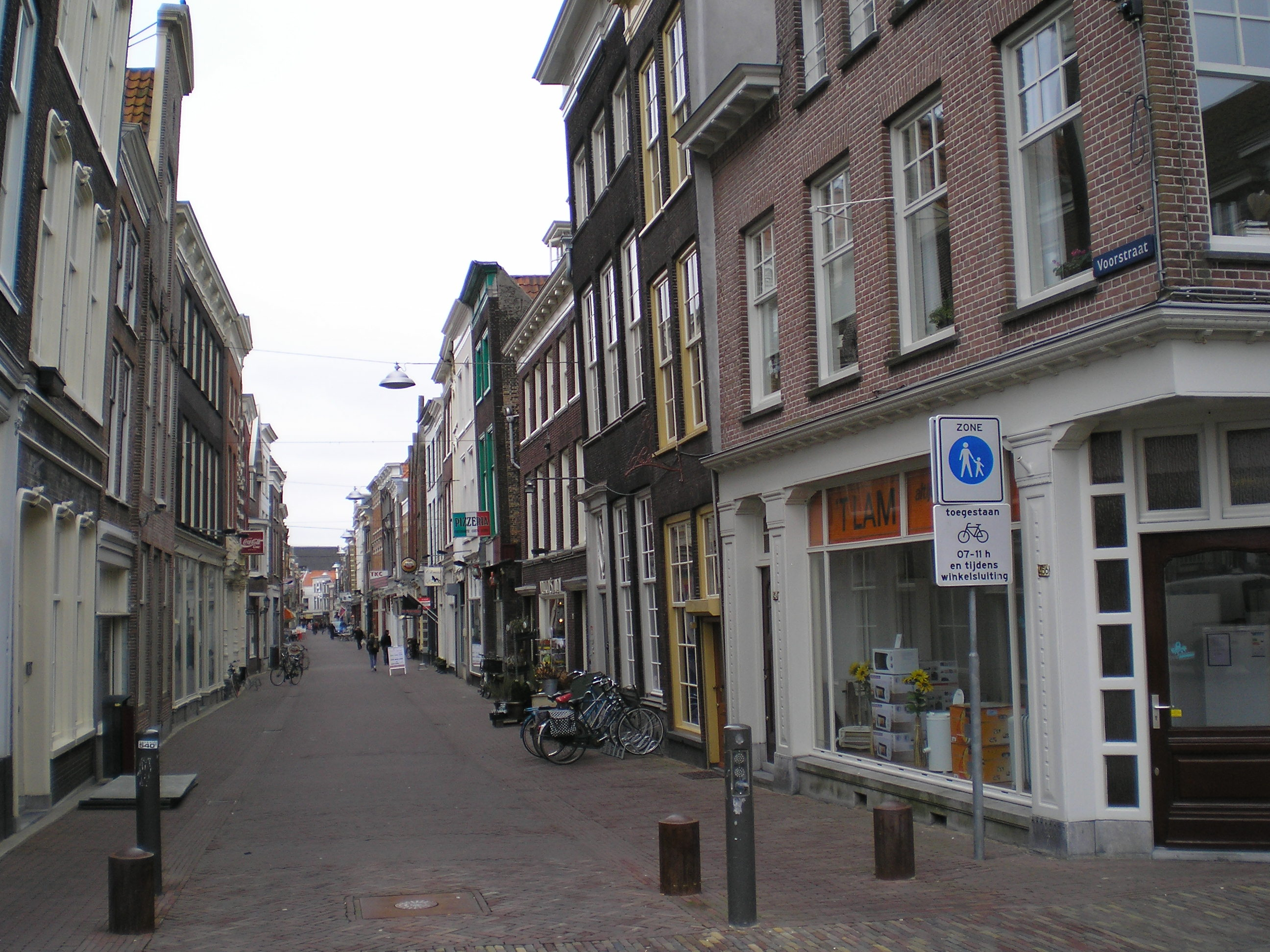
Voorstraat hoek Suikerstraat

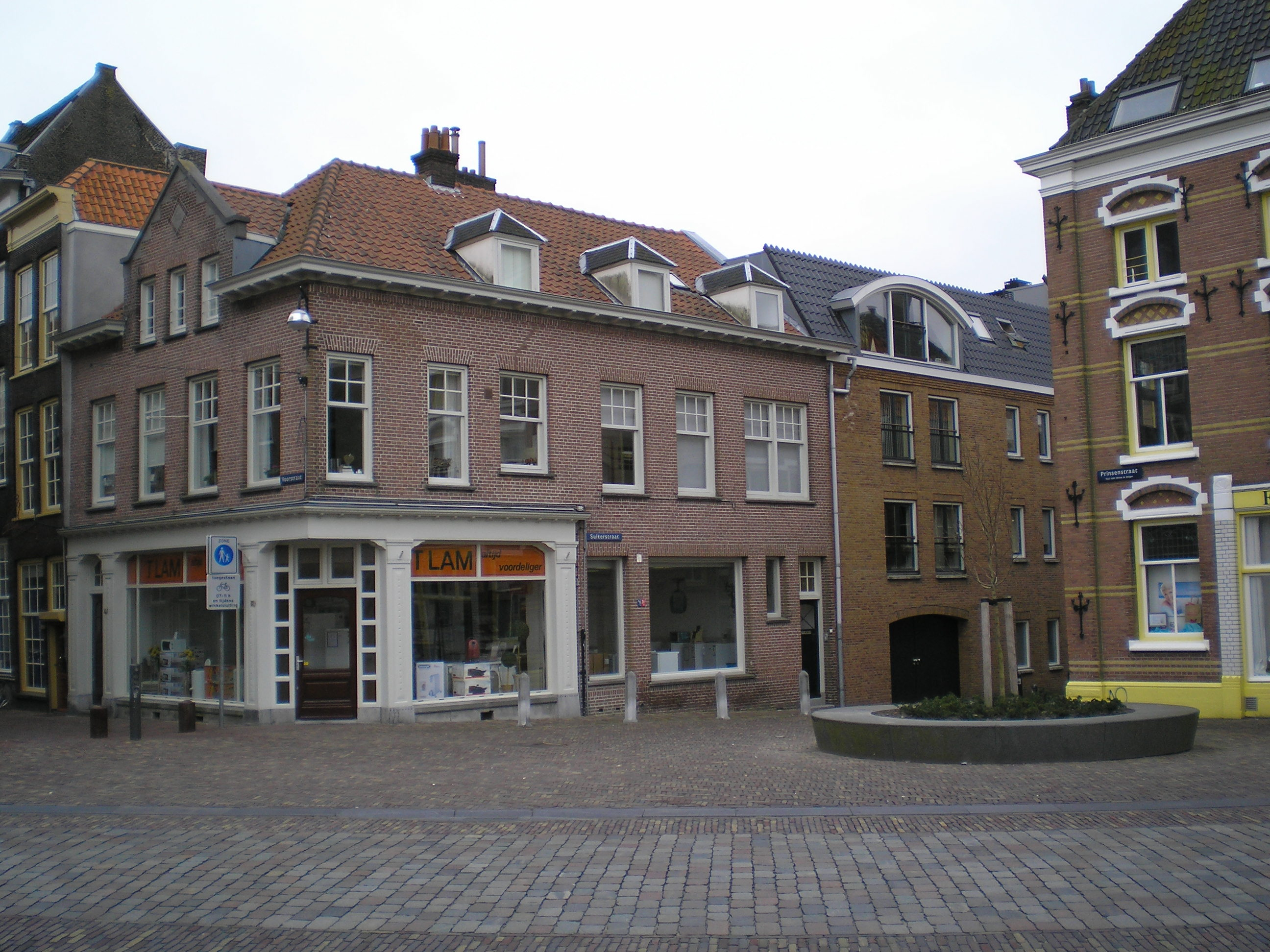
Voorstraat, Suikerstraat en Prinsenstraat.